# カンファレンスゲーム
カンファレンスゲーム（英: Conference Game）は、日本のアマチュアバスケットボールリーグである。

## 概要
2013年7月2日、bjリーグの下部リーグ・bjチャレンジリーグとして創設を発表。最初のシーズンは兵庫インパルスと広島ライトニングの2チームで開催された。2015年1月4日開幕、4月19日までをファーストラウンドとし、6月から9月までを新規参入を加えたセカンドラウンドとしていたが、新規参入の岐阜セイリュウヒーローズは8月30日のセカンドラウンド最終戦からの参入となった。
2015年11月13日、bjリーグが翌年度よりB.LEAGUEに統合され、bjリーグ下部に当たる当リーグ所属チームも新リーグ加盟の意思表示をしているため、bjチャレンジリーグからbjカンファレンスに改めると発表した。さらにbjリーグラストシーズン閉幕後の2016年6月26日開幕の4thラウンドからはカンファレンスゲームに改められた。9月18日の4thラウンド最終戦を以て一旦閉幕。
2017年2月よりカンファレンスゲーム再開。ただし、B.LEAGUEとは直接の関係を持たず、参加チームは各クラブ連盟にも登録している。

## 参入チーム
- 岐阜セイリュウヒーローズ

## 過去の参入チーム
- 広島ライトニング - 2015-16シーズンbjリーグ昇格
- 兵庫インパルス - 2020年、解散

## 歴代優勝チーム
| シーズン    | 開催期間                       | 優勝                     | 準優勝         | 3位                      |
| ----------- | ------------------------------ | ------------------------ | -------------- | ------------------------ |
| 1stラウンド | 2015年1月4日 - 4月19日         | 広島ライトニング         | 兵庫インパルス | -                        |
| 2ndラウンド | 2015年6月21日 - 8月30日        | 広島ライトニング         | 兵庫インパルス | 岐阜セイリュウヒーローズ |
| 3rdラウンド | 2015年11月29日 - 2016年3月13日 | 岐阜セイリュウヒーローズ | 兵庫インパルス | -                        |
| 4thラウンド | 2016年6月26日 - 9月18日        |                          |                | -                        |